# Angmar
Angmar è un regno di Arda, l'universo immaginario fantasy creato dallo scrittore inglese J. R. R. Tolkien.

## Storia

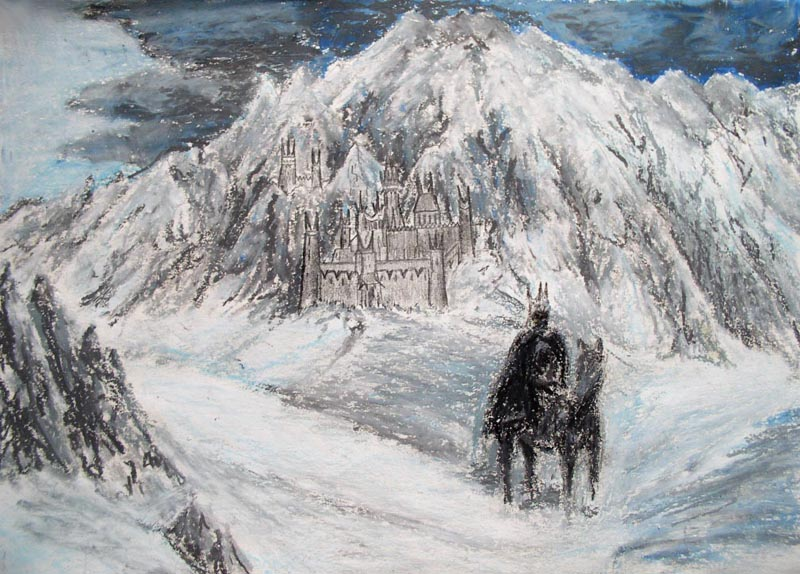
Carn Dûm

Angmar fu fondato nel 1300 della Terza Era all'estremo nord delle Montagne Nebbiose dal malvagio Signore degli Spettri dell'Anello, che divenne noto come il Re Stregone di Angmar. Dato che il Re Stregone era un servitore del Signore Oscuro Sauron, si presume che le guerre di Angmar contro i regni successori di Arnor furono mosse seguendo gli ordini di Sauron.
La capitale di Angmar era Carn Dûm.
Poco dopo la sua fondazione, Angmar mosse guerra ai regni dei Dúnedain di Arthedain, Cardolan e Rhudaur, approfittando delle loro divisioni interne. Il Re Stregone conquistò Rhudaur, il più debole dei regni succeduti ad Arnor, e sostituì il re Dúnedain con uno degli Uomini delle Colline, una tribù selvaggia di uomini forse discendenti della "maledetta" stirpe di Ulfang.
Sotto il controllo del Re Stregone, Rhudaur nel 1356 T.E. invase Arthedain e nell'attacco il re di Arthedain, Argeleb I, venne ucciso. Tuttavia, con l'aiuto dell'esercito di Cardolan, Arthedain riuscì a mantenere una linea di difesa lungo le Colline Vento.
Nel 1409 T.E. Angmar attaccò Cardolan, distruggendo il regno. In quest'epoca, Rhudaur scomparve, lasciando Arthedain come unico regno dei Dúnedain in Arnor. Arthedain, privo di alleati, combatté per altri 500 anni.
Nel 1974 T.E. Angmar riunì le sue forze e lanciò un assalto finale ad Arthedain. Angmar prese la capitale di Arthedain, Fornost, distruggendo così l'ultimo regno dei Dúnedain in Arnor.
Un anno più tardi, il principe Eärnur di Gondor arrivò in aiuto di Arthedain, ma troppo tardi. Il suo esercito, insieme con i Dunedain rimasti, gli Elfi di Lindon, e truppe di elfi inviate da Gran Burrone guidate da Glorfindel sconfisse completamente le forze di Angmar nella battaglia di Fornost, ma il Re Stregone non fu ucciso. Fuggì e si rifugiò a Mordor, per quanto  il suo regno non esistesse più. Fu dopo questa battaglia che Glorfindel pronunciò la celebre profezia che il Re Stregone non sarebbe stato ucciso da un uomo.

## Influenza culturale
Ad Angmar sono intitolati gli Angmar Montes su Titano.